# تشارلز بيدل
تشارلز بيدل هو سياسي أمريكي، ولد في 1745 في فيلادلفيا في الولايات المتحدة، وتوفي في 1821. انتخب عضو مجلس ولاية بنسيلفانيا ‏.